# Дьяков, Леонид Владимирович
Леонид Владимирович Дьяков (20 декабря 1932 года, хутор Рогожкино, Азовский район, Ростовская область, РСФСР — 5 февраля 2017 года, Ростов-на-Дону, Российская Федерация) — советский и российский поэт. Член Союза писателей СССР, Союза писателей России (1988).

## Биография
Родился в рыбацкой семье.
В годы Великой Отечественной войны работал в рыболовецком колхозе им. Буденного (ныне «Тихий Дон»). В послевоенное время в хуторе Рогожкино он окончил школу. Потом продолжил обучение в Рыбном институте. Работал по специальности.
С начала 1970-х годов занялся поэтическим творчеством. В 1988 году был принят в Союз писателей СССР, Затем — в Союз писателей России.

## Творчество
Стихи начал писать рано — с юношеских лет. Темой стихотворений была донская природа, её реки, степи, времена года, родной хутор Рогожкино и др. Серьезно  заниматься поэзией стал в семидесятые годы. На это решение оказало влияние его знакомство с поэтами Даниилом Долинским, Владимиром Фирсовым, Александром Рогачёвым, Николаем Скребовым, Анатолием Гриценко, прозаиком Алексеем Коркищенко и др.
Первые стихи публиковались в «Вечернем Ростове», «Молоте», «Комсомольце», в московских газетах и журналах: «Литературная газета», «Дон», «Подъем», «Молодая гвардия», «Москва», «Дружба». Печатался в болгарских газетах.
Дебютный поэтический сборник «Белогривый ливень» была издана в Ростиздате в 1979 году.  Потом были изданы книги в ростовских и московских издательствах: «Кланяюсь Дону», «Русые вербы», «Лето любви», «Лирика» и других. 

## Награды и звания
- Лауреат литературной премии им. Виталия Закруткина (1997) — за книгу стихов «От сердца к сердцу».
- Лауреат Шолоховского конкурса в честь 100-летия со дня рождения М. А. Шолохова ( 2005) — за книгу «Песня о Доне».

## Труды
Автор более десяти поэтических сборников, среди них:
- «Белогривый ливень» (1979)
- «Кланяюсь Дону» (1983)
- «Русые вербым» (1984)
- «Лето любви» (1988)
- «Лирика» (1992)
- «Трава синеокая» (1992)
- «От сердца к сердцу» (1994)
- «Светлая музыка осени» (1997)
- «Признание в любви» (2000)
- «Уходит лето» (2002)
- «Песня о Доне» (2003)